# FK 두클라 반스카비스트리차
FK 두클라 반스카비스트리차(슬로바키아어: FK Dukla Banská Bystrica)는 반스카비스트리차를 연고로 하는 슬로바키아의 축구 클럽이다.

## 역사
- 1965년: VTJ 두클라 반스카비스트리차(VTJ Dukla Banská Bystrica)로 창단
- 1967년: AS 두클라 반스카비스트리차(AS Dukla Banská Bystrica)로 변경
- 1975년: ASVS 두클라 반스카비스트리차(ASVS Dukla Banská Bystrica)로 변경
- 1984년: UEFA컵 첫 출전
- 1992년: FK 두클라 반스카비스트리차(FK Dukla Banská Bystrica)로 변경

## 성적
- 슬로바키아 컵 2회 우승 (1981, 2005)

## 외부 링크

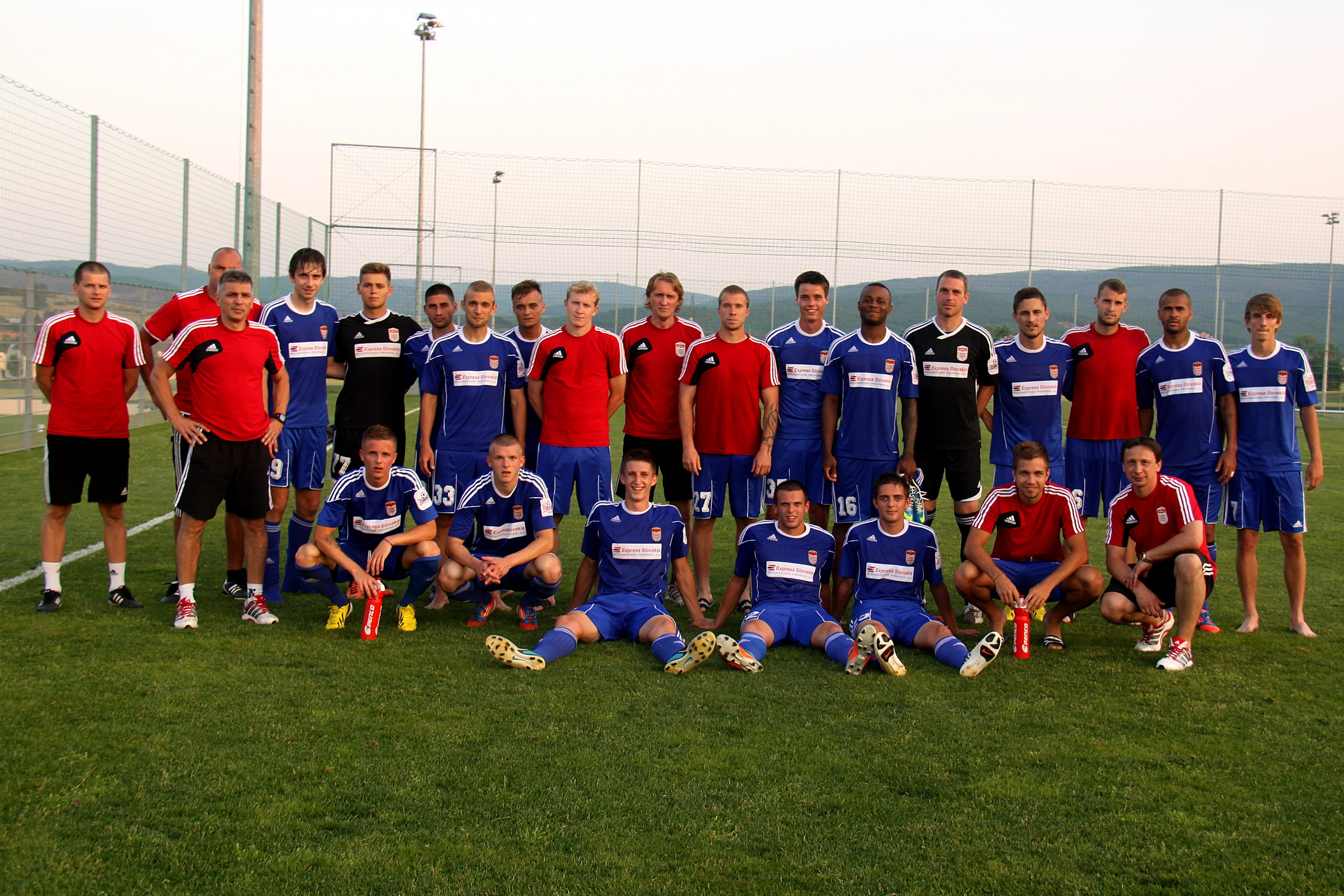
FK Dukla Banská Bystrica (2013)

## 선수 명단

### 현역
참고: FIFA 자격 규정에 따라 소속된 국가대표팀 국기를 표시합니다. 선수는 복수의 FIFA 비회원국 국적을 가지고 있을 수 있습니다.
| 번호 | 포지션 | 국적       | 이름          |
| ---- | ------ | ---------- | ------------- |
| 7    | MF     | 슬로바키아 | 야쿱 포바자넥 |

| 번호 | 포지션 | 국적       | 이름              |
| ---- | ------ | ---------- | ----------------- |
| 44   | DF     | 슬로바키아 | 티모테 자후멘스키 |
| -    | DF     | 나이지리아 | 케이짐 볼라지     |

## 역대 감독
| 감독            | 임기        |
| --------------- | ----------- |
| 요제프 아다메츠 | 1981 ~ 1987 |
| 요제프 아다메츠 | 1991        |